# Supercoco
 (novembre 2018).
Supercoco est une marque de bonbons à la noix de coco fabriqués en Colombie. Le bonbon, de forme parallélépipédique et de couleur marron, est présenté dans un emballage vert et écrit en jaune.

## Articles externes
- Carlos Arturo García, « Supercoco, el turrón que se concibió en el corazón del Eje Cafetero », sur El Tiempo, 16 août 2020 (consulté le 16 septembre 2020)
- Laura Neira Marciales, « En Colombia se consumen 22 millones de Supercoco al mes, según Super de Alimentos », sur La República, 21 septembre 2018 (consulté le 16 septembre 2020)
- (es) Laura Lucía Becerra Elejalde, « Supercoco se renueva tras 70 años e incursiona con agua de coco en su portafolio », sur La República, 16 juin 2020 (consulté le 16 septembre 2020)